# Scopioricus
Scopioricus is een geslacht van rechtvleugeligen uit de familie sabelsprinkhanen (Tettigoniidae). De wetenschappelijke naam van dit geslacht is voor het eerst geldig gepubliceerd in 1940 door Uvarov.

## Soorten
Het geslacht Scopioricus omvat de volgende soorten:
- Scopioricus latifolius Brunner von Wattenwyl, 1895
- Scopioricus robustus Beier, 1960
- Scopioricus spatulatus Montealegre-Z. & Morris, 1999
- Scopioricus sutorius Stål, 1873